# Ola & the Janglers
Ola and the Janglers var en svensk popgrupp bildad i Stockholm 1962. Från början bestod bandet av Ola Håkansson (sång), Christer Idering (gitarr), Johannes Olsson (orgel), Lennart Gudmundsson (bas) och Leif Johansson (trummor). Gruppen tog särskilt starkt intryck av två brittiska musikgrupper, Manfred Mann och The Zombies. Deras första låt som kom att hamna på Tio i topp var också en cover på Zombies "She's Not There".
Claes af Geijerstam ersatte Idering som gitarrist och Åke Eldsäter ersatte Gudmundsson som basist 1965. Gruppen hade ett antal hitlåtar, bland dem kan nämnas "No, No, No" (1965), "Love Was on Your Mind", "Poetry in Motion", "Alex is the Man" (1966), "Strolling Along", "Runaway" (Del Shannons låt) (1968), och en cover på Chris Montez "Let's Dance", vilken blev en stor hit 1969, med topplaceringen #92 på Billboard Hot 100. Efter upplösningen av gruppen fortsatte Håkansson tillsammans med Johansson i Ola, Frukt och Flingor, Ola+3 för att sedan bli Secret Service.

## Diskografi
- Surprise, Surprise (1965)
- Patterns (1966)
- Lime Light (1966)
- Pictures & Sounds (1967)
- Under Ground (1967)
- Let's Dance! (1968)
- Happily Together After... (1969)
- Jet Leg (1976)